# Anthony Watkins
Anthony Watkins (* 31. Oktober 2000 in Heidelberg) ist ein US-amerikanisch-deutscher Basketballspieler.

## Werdegang
Der 1,94 Meter große Sohn einer deutschen Mutter und eines US-amerikanischen Vaters wuchs überwiegend im Bundesstaat Georgia in den Vereinigten Staaten auf, weilte aber im Sommer regelmäßig in Deutschland. Der als Aufbauspieler zum Einsatz kommende Watkins wurde 2018 in die deutsche U18-Nationalmannschaft berufen. Er war bis 2019 Mitglied der Schulmannschaft der McCallie School in Chattanooga im US-Bundesstaat Tennessee. Sein Vater Dewayne war ebenfalls Basketballspieler auf Leistungsebene und spielte lange in Deutschland bei der TG Sandhausen und bei KuSG Leimen. Im Sommer 2019 gehörte Anthony Watkins der deutschen U20-Nationalmannschaft an.
Er wechselte zur Saison 2019/20 zum deutschen Drittligisten Basketball Löwen Erfurt. Watkins bestritt zehn Spiele für die Mannschaft und kam auf 3,6 Punkte je Begegnung. Im Januar 2020 wechselte zu den Gießen Pointers in die 1. Regionalliga. Für die Mittelhessen erzielte er bis zum Saisonende in neun Einsätzen im Schnitt 9,0 Punkte pro Partie.
In der Sommerpause 2020 wurde er vom Bundesligisten Basketball Löwen Braunschweig mit der Aussicht, zunächst vornehmlich bei der SG Braunschweig in der 2. Regionalliga zum Einsatz zu kommen, mit einem Vertrag ausgestattet. Mitte Dezember 2020 stand Watkins erstmals für Braunschweig in einem Spiel der Basketball-Bundesliga auf dem Feld. In der Sommerpause 2021 schloss er sich dem Bundesliga-Aufsteiger USC Heidelberg an und wechselte somit in seine Geburtsstadt. Watkins trug die Heidelberger Farben in 14 Bundesliga-Spielen, seine Einsatzzeit blieb mit rund eineinhalb Minuten je Begegnung gering.
Zur Saison 2022/23 wechselte Watkins zur Mannschaft BBA Hagen in die 1. Regionalliga West. Er erzielte für die Hagener in 25 Einsätzen der Saison 2022/23 im Schnitt 21 Punkte je Begegnung. In der Sommerpause 2023 nahm er ein Vertragsangebot des Zweitligisten Artland Dragons an. Watkins spielte bis Anfang Dezember 2024 für die Quakenbrücker, ehe laut Vereinsmitteilung in Gesprächen festgestellt wurde, „dass die Vorstellungen für die persönliche und sportliche Zukunft nicht übereinstimmen“. Im selben Monat schloss sich Watkins dem Drittligisten TSV Neustadt am Rübenberge an. Mit den Niedersachsen beendete er die Saison 2024/25 auf einem Abstiegsplatz, Watkins erzielte im Verlauf des Spieljahres als zweitbester Korbschütze der Neustädter im Durchschnitt 12,8 Punkte je Begegnung.